# Страсбург Тауншип (округ Ланкастер, Пенсільванія)
Страсбург Тауншип (англ. Strasburg Township) — селище (англ. township) в США, в окрузі Ланкастер штату Пенсільванія. Населення — 4457 осіб (2020).

## Демографія
Згідно з переписом 2010 року, у селищі мешкали 4182 особи в 1303 домогосподарствах у складі 1072 родин. Було 1352 помешкання
Расовий склад населення:
| - 98,0 % — білих - 0,6 % — азіатів - 0,2 % — чорних або афроамериканців |

До двох чи більше рас належало 0,7 %. Частка іспаномовних становила 1,5 % від усіх жителів.
За віковим діапазоном населення розподілялося таким чином: 32,7 % — особи молодші 18 років, 54,9 % — особи у віці 18—64 років, 12,4 % — особи у віці 65 років та старші. Медіана віку мешканця становила 34,1 року. На 100 осіб жіночої статі у селищі припадало 103,2 чоловіків;  на 100 жінок у віці від 18 років та старших — 101,7 чоловіків також старших 18 років.
Середній дохід на одне домашнє господарство  становив 93 306 доларів США (медіана — 77 523), а середній дохід на одну сім'ю — 100 472 долари (медіана — 79 955). За межею бідності перебувало 3,2 % осіб, у тому числі 3,4 % дітей у віці до 18 років та 10,1 % осіб у віці 65 років та старших.
Цивільне працевлаштоване населення становило 2061 особа. Основні галузі зайнятості: роздрібна торгівля — 18,6 %, виробництво — 12,7 %, освіта, охорона здоров'я та соціальна допомога — 12,6 %.